# Stripbete
Stripbete innebär att man låter betesdjur beta av en vall ordentligt, för att därefter flytta dem en liten bit för att beta av nästa område, osv. Fördelen är att djuren inte trampar ner gräs, lämnar färre rator eller inte hinner beta tillräckligt. Till nackdelen hör att man måste se efter djuren oftare för att kunna avgöra när det är dags att flytta djuren till nästa område.
Till hjälp att snabbt flytta på inhägnaderna kan användas till exempel snabbstolp eller stängselhjul.